# Ilieni (okręg Marusza)
Ilieni (węg. Lukailencfalva) – wieś w Rumunii, w okręgu Marusza, w gminie Gheorghe Doja. W 2011 roku liczyła 343 mieszkańców.